# معاهدة أدرنة-سكدين (1444)
كانت معاهدة أدرنة-سكدين عام 1444م، أو معاهدة أدرنة وسلام سكدين (سيجد) بمثابة شِقَّيْن من معاهدة سلام بين السلطان «مراد الثاني» سلطان الدولة العثمانية والملك «ڤلاديسلاڤ الثالث» (بالبولندية: Władysław) ملك مملكة المجر. وكان الديسپوت «جُريج برانكوڤيتش» حاكم ديسپوتية الصرب طرفًا في إجراءات إتمام الاتفاق. أنهت تلك المعاهدة حملة ڤارنا الصليبية ضد العثمانيين المعروفة أيضا باسم "الحملة الطويلة"، مع تحقيق مكاسب كبيرة. وفي غضون شهر، تخلى ڤلاديسلاڤ عن قَسَمِهِ بناءً على إلحاح البابوية، واستمرت الحملة الصليبية. في 10 نوڤمبر 1444م، انتهت الحملة بنصر حاسم للدولة العثمانية وكارثة على الصليبيين في معركة ڤارنا حيث تم القضاء على الصليبيين وقتل الملك المجري ڤلاديسلاڤ.
بدأت المعاهدة في أدرنة بمناقشات بين السلطان مراد وسفير ڤلاديسلاڤ . وفي غضون أيام قليلة، تم إرسال بنود المعاهدة إلى سكدين (سكدين باللفة العثمانية) مع سفير السلطان مراد، ليتم الانتهاء منها والتصديق عليها من قبل ڤلاديسلاڤ. وبمجرد وصولها، تسببت التعقيدات في استمرار المفاوضات لعدة أيام أخرى، وفي النهاية تم القَسَم على المعاهدة في مدينة ڤاراد. تمت المصادقة في 15 أغسطس 1444م في ڤاراد.

## خلفية
بدأت حملة ڤارنا الصليبية رسميًا في أول يناير 1443م بمرسوم صليبي أصدره البابا إيجين الرابع. لكن القتال لم يبدأ كما كان مخططا له. وكان من المفترض أن يقوم الجيش المجري وجيش إمارة قرمان بمهاجمة الإمبراطورية العثمانية في وقت واحد. وفي ربيع عام 1443م، قبل أن يكون المجريون مستعدين، هاجمت إمارة قرمان أراضي الدولة العثمانية، ولكن جيش السلطان مراد الثاني دمر جيشهم بالكامل.
هاجم الجيش المجري بقيادة الملك ڤلاديسلاڤ الذي تولى العرش قبل ثلاث سنوات في ظروف مثيرة للجدل، والقائد العسكري المجري يوحنا هونياد، والديسپوت الصربي جُريج برانكوڤيتش في منتصف أكتوبر، وانتصروا في المواجهات العسكرية الأولى وأجبروا قاسم باشا الأرناؤوطي قائد الجيش العثماني بالروملي وقائده المشارك طرخان بك على التخلي عن معسكرهم والانسحاب إلى صوفيا عاصمة بلغاريا العثمانية لتحذير السلطان مراد من الغزو. وأحرقوا كل القرى في طريق انسحابهم ضمن استراتيجية الأرض المحروقة لتأخير وصول الصليبيين. وعندما وصلوا إلى صوفيا نصحوا السلطان بحرق المدينة والتراجع إلى ممرات الجبال الواقعة خلفها، ليكون الجيش العثماني الأصغر حجماً في وضع مناسب عسكريا. وبعد فترة وجيزة، بدأ البرد القارس.
ثم جاءت المواجهة التالية في ممر زلاتيتسا قبل نهاية عام 1443م، وقاتل العثمانيون في الثلوج وهزموا المجريين. وبينما تراجعوا بدورهم، نصبوا كمينًا وهزموا قوة عثمانية مُطارِدة في معركة كونوڤيتشا التي وقعت يوم 2 أو 5 يناير 1444م ضد الصليبيين بقيادة هونياد، وأسروا «محمود بك چلبي الجندرلي» صهر السلطان مراد وشقيق الصدر الأعظم خليل باشا الجاندرلي. أعطى هذا النصر المحدود المجريين وهم النصر المسيحي الشامل، فعادوا بشعور النصر. وكان الملك والكنيسة حريصين على الحفاظ على هذا الوهم وأصدرا التعليمات بنشر أخبار الانتصارات، لكنهما ناقضا أي شخص ذكر الهزائم. وفي هذه الأثناء، عاد السلطان مراد الثاني غاضبًا بسبب عدم موثوقية قواته وسجن طرخان بك، وألقى عليه باللوم في انتكاسات الجيش وأسْر محمود بك.

### المفاوضات الأولية

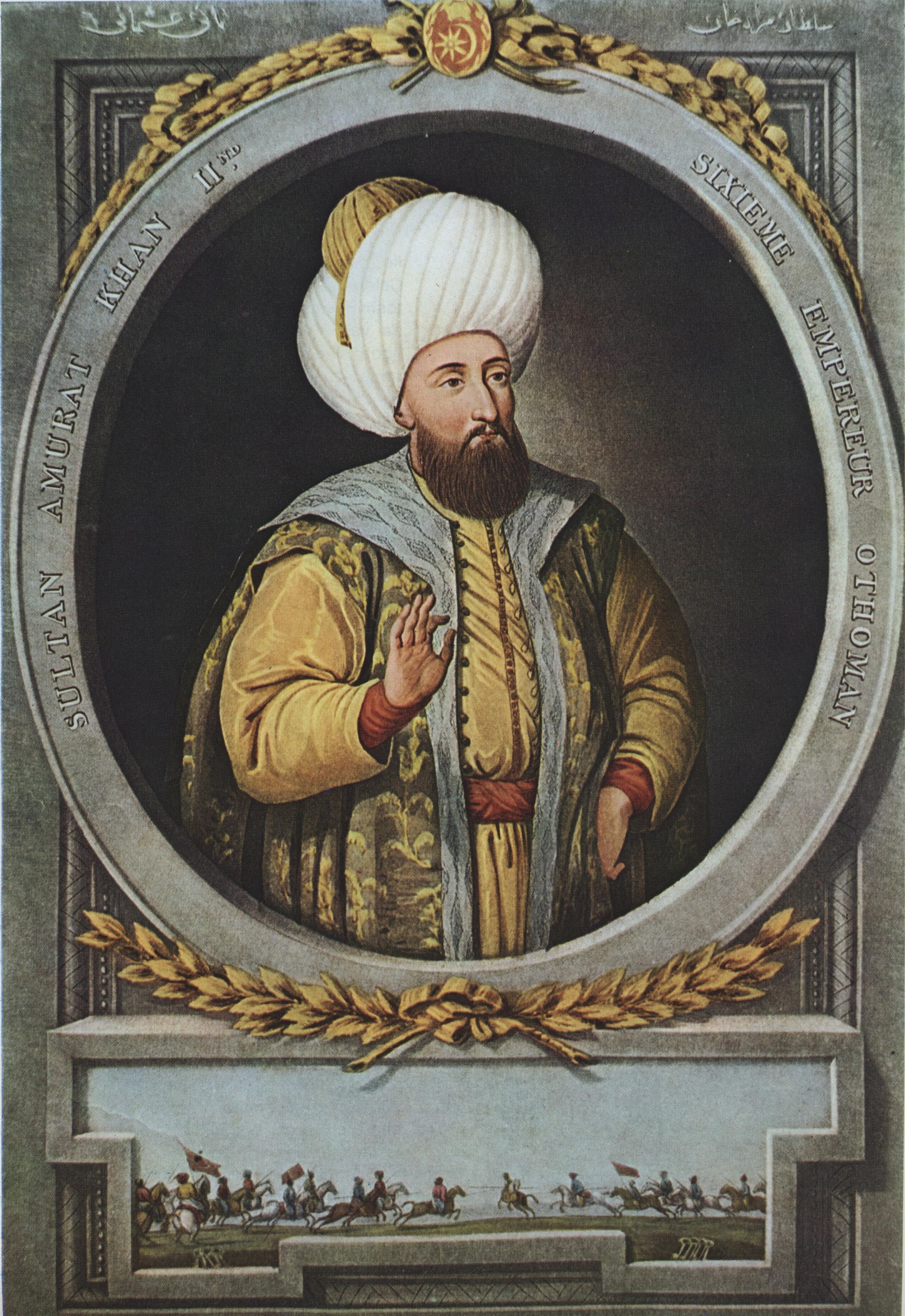
رسم تخيلي للسلطان العثماني مراد الثاني الذي قاد جيشًا جرَّارًا والتقى بِالعساكر الصليبيَّة عند مدينة وارنة (ڤارنا) البُلغاريَّة وانتصر عليها انتصارًا كبيرًا، ثُمَّ عاد إلى عُزلته وانقطع لِلعبادة، فتنازل عن المُلك لِولده مُحمَّد الثاني للمرة الثانية.

من المعتقد أن السلطان مراد الثاني كان يريد إنهاء الحرب، فقد توسلت إليه شقيقته للعمل على إطلاق سراح زوجها الأسير محمود بك، وأضافت زوجة السلطان مراد الثاني، الأميرة الصربية مارا برانكوڤيتش، ابنة ديسپوت الصرب جُريج برانكوڤيتش، المزيد من الضغوط على زوجها لدفعه لإحلال السلام وإطلاق أخويها الأسيرين لديه الَّذَين تآمرا وخطَّطا سابقاً ضد العثمانيين، كما رغبت أيضاً في إعادة حُكم الديسپوتية الصربية لوالدها الهارب «جُريج برانكوڤيتش» ديسپوت الصرب السابق (حاكم الصرب)؛ وكانت مارا برانكوڤيتش إحدى زوجات السلطان مراد الثاني الأربعة. وفي 6 مارس 1444م، أرسلت مارا مبعوثًا إلى أبيها برانكوڤيتش ديسپوت الصرب السابق؛ وكانت مناقشاتهما بمثابة فتحباب الحوار لبدء مفاوضات السلام مع الدولة العثمانية.
في 24 أبريل 1444م، أرسل الملك المجري ڤلاديسلاڤ رسالة إلى السلطان مراد الثاني، وأعلن أن سفيره، ستويكا جيسدانيتش (Stojka Gisdanić)، سيسافر إلى أدرنة بكامل الصلاحيات للتفاوض نيابة عنه. وطلب أنه بمجرد التوصل إلى اتفاق، أن يرسل السلطان مراد سفراءه الخاصين ومعهم المعاهدة وقَسَمُ السلطان عليها إلى المجر، وعندها سوف يقسم ڤلاديسلاڤ أيضًا على معاهدة السلام. وفي نفس اليوم عقد ڤلاديسلاڤ مجلسًا برلمانيًا في بودا ، وأقسم أمام المندوبُ البابوي الكاردينال «يوليان سيزاريني» على قيادة حملة جديدة ضد العثمانيين في الصيف.

## في أدرنة

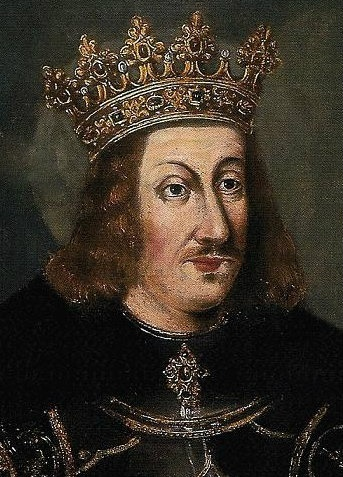
ڤلاديسلاڤ الثالث ملك پولندا والمجر. صعد إلى عرش المجر، ونقض عهد السلام مع العثمانيين وحنث بالقَسَم، وقُتل في «معركة ڤارنا».

أسفرت المفاوضات المبكرة عن إطلاق سراح محمود بك، الذي أُطلق سراحه ووصل إلى أدرنة في أوائل يونيو 1444م. وصل ستويكا جيسدانيتش (Stojka Gisdanić) سفير ڤلاديسلاڤ بعد فترة وجيزة، كما وصل ڤيتيسلاڤ (Vitislav) ممثل هونياد، وممثلين اثنين عن برانكوڤيتش، كما هو مطلوب بموجب قانون وقعه الملك ألبرت الثاني ملك ألمانيا. وبأمر من البابا إيجين الرابع، كان عالم الآثار شيرياكو دي بيتسيكولي (بالإيطالية: Ciriaco de' Pizzicolli) حاضرًا أيضًا لمراقبة تقدم خطط الحملة الصليبية.
كانت النقطة الأكثر إثارة للجدل أثناء المفاوضات هي حيازة القلاع الواقعة على نهر الدانوب، وخاصة حصن غولوباك (بالسيريلية الصربية: Голубачки град) وحصن سمندرية (بالسيريلية الصربية: Cмeдepeвcκa твpђaвa)، التي أراد العثمانيون الاحتفاظ بهما. وفي 12 يونيو 1444م، بعد ثلاثة أيام من المناقشة، تم الانتهاء من المعاهدة على عجل لأن إبراهيم الثاني حاكم قرمان بجنوب الأناضول قد غزا أراضي العثمانيين الأناضولية.
نصت الشروط النهائية على أن يُعيد السلطان مراد 24 مدينة صربية، بما في ذلك الحصون الكبيرة في غولوباك وسمندرية، إلى ديسپوت الصرب المنفي جُريج برانكوڤيتش. وأن يطلق السلطان مراد سراح ابني برانكوڤيتش المكفوفين، غورغور برانكوڤيتش (بالسيريلية الصربية: Гргур Бранковић) وأسطفان برانكوڤيتش (بالسيريلية الصربية: Стефан Бранковић)، وأن تكون ديسپوتية الصربية المُستعادة بهذه المعاهدة تابعة للدولة العثمانية وأن تدفع بالتالي الضرائب للدولة العثمانية وتقدم لها المساعدات العسكرية. تم التوصل إلى هدنة مدتها عشر سنوات بين الدولة العثمانية ومملكة المجر، ولم يعد حاكم الأفلاق ڤلاد الثاني دراكول مُلزمًا بحضور بلاط السلطان مراد، رغم أنه كان لا يزال مطالبًا بدفع الجزية للدولة العثمانية. وبمجرد أن أقسم السلطان مراد اليمين على الالتزام بالمعاهدة، تم إرسالها إلى المجر بواسطة سليمان بلطه أوغلى وڤراناس (Vranas) الرومي، للتصديق عليها من قِبَل ڤلاديسلاڤ وهونياد وبرانكوڤيتش.

## التدخل السياسي
ورغم مفاوضات المعاهدة، استمر التخطيط للحملة الصليبية ضد العثمانيين. ومن المفترض عمومًا أن ڤلاديسلاڤ كان على علم بنتائج المفاوضات في أدرنة بحلول بداية شهر يوليو. ومع ذلك، في 2 يوليو 1444م، بناءً على إلحاح الكاردينال سيزاريني، طمأن ڤلاديسلاڤ حلفاءه بشأن نيته قيادة الحملة الصليبية بإعلانه أنه سيتوجه إلى ڤاراد في 15 يوليو لتجميع جيش.

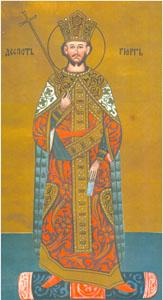
جُريج برانكوڤيتش، ديسپوت الصرب.

تنازعت المَلِك ڤلاديسلاڤ الثالث عدة تجاذبات تحثه على إتمام السلام مع العثمانيين وضغوط أخرى تدفعه إلى المضي في شن الحملة الصليبية ضدهم، فعلى سبيل المثال كانت الحملة الصليبية من شأنها أن تُضيف الشرعية إلى مطالبة ڤلاديسلاڤ بالعرش، وكان الفصيل الپولندي يريد بشكل خاص تأكيدا بحقه الشرعي في تنصيب "لاديسلاوس اليتيم" البالغ من العمر ثلاث سنوات، ملكاً شرعياً على المجر. وكان سيزاريني يؤمن بشدة بالحملة الصليبية، وأقنع بها الملك ڤلاديسلاڤ وضَغَطَ عليه للمضي فيها ليُكرِهه على الخروج في حملة صليبية برغم سريان معاهدة أدرنة-سكدين مع العثمانيين. وبحلول الوقت الذي أدلى فيه الملك ڤلاديسلاڤ بإعلانه، كانت أنباء مفاوضات السلام قد انتشرت، مما دفع إلى زيادة الضغوط عليه من جانب المؤيدين للحملة الصليبية، بما في ذلك الديسپوت قسطنطين دراغاسيس (Constantine Dragases)، للتخلي عن المعاهدة مع العثمانيين. وفي المقابل لدعاوى الحرب، اندلعت في نفس الوقت حرب أهلية في پولندا ، وطالبت إحدى الفصائل هناك بعودة الملك ڤلاديسلاڤ إليها لوضع حد لهذه الحرب. كما أن الخسائر التي تكبدتها البلاد خلال معارك الشتاء السابق كانت سبباً ممانعاً للاستمرار في التخطيط لشن حرب صليبية جديدة.

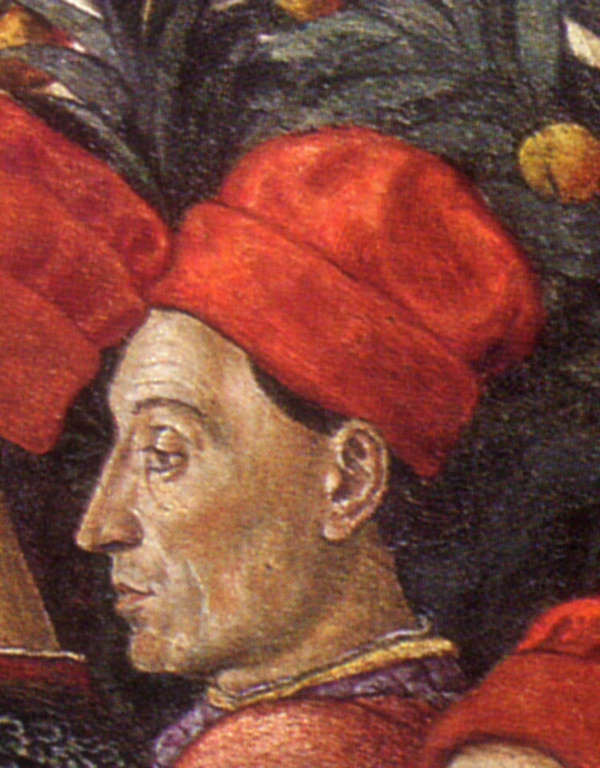
الرحَّالة الإيطالي المتخصص بالأثريات «تشيرياكو دي بيتسيكولي» (1391م-1453/55م) والذي يُعرَّف أحيانًا بأنه أبو «علم الآثار التقليدي» وله نشاط للنهضة الإنسانية. كتب إلى يوحنا هونياد رسالة تَوَسُّل لتجاهل السلام مع العثمانيين، وذكر كاذباً أن العثمانيين مرعوبون و«أنهم يُعدّون جيشهم للانسحاب بدلاً من دخول المعركة».

على الرغم من أن الملك ڤلاديسلاڤ الثالث كان قد أقسم على الإنجيل بأنه لن يخلّ بالمعاهدة، إلا أنه حصل على فتوى دينية من البابوية تتيح له الإخلال بالاتفاق وبحنث اليمين التي أدّاها للعثمانيين حتى ولو كان قد أقَسَم على الإنجيل، و جاء في تلك الفتوى: «لمَّا أنَّ الأتراك يُنكرون ألوهية عيسى فهم كُفار، ومع الكفار يجوز الإخلال بالاتفاق حتى ولو كان هناك قسم على الإنجيل».
لم يكن ڤلاديسلاڤ هو الوحيد الذي أُرغم على المضي في الحملة الصليبية. ففي 24 يونيو 1444م كتب شيرياكو دي بيتسيكولي الذي عُرف بنشاطه في النهضة الإنسانية، رسالة إلى هونياد يتوسله إلى تجاهل السلام، زاعماً فيها كذباً أن العثمانيين كانوا مرعوبين "وكانوا يعدون جيشهم للتراجع بدلاً من المعركة". وتابع موضحًا أن المعاهدة ستسمح للسلطان مراد "بالانتقام للهزيمة التي ألحقها به (أي هونياد) في الماضي القريب" وأن المجر والدول المسيحية الأخرى يجب أن تغزو تراقيا بعد "(إعلان) حرب تليق بالدين المسيحي".
كان لدى برانكوڤيتش مصلحة أكبر بكثير في إتمام معاهدة السلام، وطلب دعم هونياد لذلك. وكان التوقع هو أن صربيا سوف تعود إلى برانكوڤيتش عند التصديق على المعاهدة، وعلى هذا فقد قام برشوة هونياد ووعده بأن يعطيه الأرض التي يملكها (أي برانكوڤيتش) في المجر، وبالفعل في 3 يوليو 1444م، نقل سيادة فيلاغوسفار (Világosvár) إلى هونياد. وفي نفس الوقت تقريبًا وكضمان إضافي، نقل إليه أيضاً ممتلكاته في موكاشيفو (Mukačevo)، وبايا ماري، وساتو ماري، وديبريسين، وبوسزورميني (Böszörmény)، وأصبح هونياد أكبر مالك للأراضي في مملكة المجر.
وبعد وقت قصير من إعلان ڤلاديسلاڤ الآنف ذكره، نقل سيرياكو (Ciriaco) الخبر إلى البابا، الذي أبلغ بدوره يوليان سيزاريني الذي كان يراهن على شن الحملة الصليبية مستنداً إلى دعمه السابق لنفس البابا ضد مجلس بازل، الذي تخلى عن البابا في أواخر ثلاثينيات القرن الخامس عشر.

## في سكدين
في بداية شهر أغسطس وصل السفيران العثمانيان سليمان بلطه أوغلى وڤراناس إلى سكدين. في 4 أغسطس 1444م، نفذ المندوب البابوي الكاردينال سيزاريني الحل الذي اقترحه للملك. وبحضور هونياد والبارونات وكبار رجال الدين في مملكة المجر، وافق ڤلاديسلاڤ وأعلن لهم رسميًا عن " التخلي عن أية معاهدات، حالية أو مستقبلية، كان قد عقدها أو سيعقدها مع السلطان مراد". وصاغ سيزاريني كلمات هذا الإعلان بعناية بحيث يمكن للمفاوضات أن تستمر ويتم التصديق على المعاهدة بالقَسَم، دون التعارض مع إمكانية شن حملة صليبية أو خرق شروط المعاهدة بسبب بطلان القسم، حتى قبل وقوعه.
وعلى الرغم من الحل الذي قدمه يوليان سيزاريني، استمرت المفاوضات لمدة عشرة أيام. أعادت النسخة النهائية من المعاهدة تأسيس صربيا كدولة عازلة بين الدولة العثمانية ومملكة المجر وحُسمت عودتها إلى برانكوڤيتش،  بالإضافة إلى عودة ألبانيا وجميع الأراضي الأخرى المحتلة، بما في ذلك 24 قلعة، إلى المجر. وكان على العثمانيين أيضًا دفع تعويض قدره 100 ألف فلورين ذهبي وإطلاق سراح ابني برانكوڤيتش. وفي الوقت نفسه، وافقت المجر على عدم مهاجمة بلغاريا أو عبور نهر الدانوب،  وتم التوصل إلى هدنة مدتها عشر سنوات. ويُشتبه أيضًا في أن برانكوڤيتش، الذي كان المستفيد الأكبر من المعاهدة، هو الذي اختتم مفاوضاته الخاصة مع سليمان بلطه أوغلى، على الرغم من أن نتائج تلك المفاوضات غير معروفة كونها لم تصل الباحثين. في 15 أغسطس 1444م، تم التصديق على المعاهدة في ڤاراد وأقسم عليها هونياد عن لنفسه و"بالنيابة عن ذات الملك، وجميع شعوب المجر"، وبرانكوڤيتش. وبحسب المؤرخ المجري «يوحنا دي ثوروجز» (بالمجرية: Thuróczy János)(بالألمانية: Johannes de Thurocz) (حوالي 1435م-1488/89م)، فإن الملك ڤلاديسلاڤ عيّن هونياد لتوقيع معاهدة السلام.

## العواقب

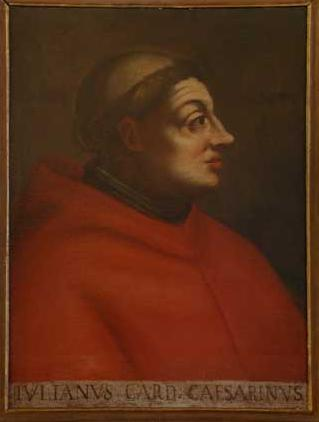
المندوب البابوي الكاردينال «جوليان سيزاريني» كان أحد المخططين الرئيسيين لحملة ڤارنا الصليبية ضد العثمانيين، ودفع ملك پولندا والمجر ڤلاديسلاڤ الثالث لخرق معاهدة السلام. فأسفرت الحملة عن هزيمة كارثية للجيش البابوي والتحالف الأوروپي وقُتل فيها «سيزاريني» نفسه والملك ڤلاديسلاڤ.

في 22 أغسطس 1444م، وبعد أسبوع من انتهاء المفاوضات، استعاد برانكوڤيتش صربيا. خلال ذلك الأسبوع، عرض ڤلاديسلاڤ أيضًا عرش بلغاريا على هونياد مقابل أن يتنازل عن قَسَمِه، وهو ما فعله. وبحلول منتصف سبتمبر، اكتملت جميع عمليات النقل، سواء تلك التي نصت عليها المعاهدة أو تلك التي تمت من خلال المفاوضات الخلفية، مما سمح للحملة الصليبية بأن تصبح المحور الأساسي للمجر.

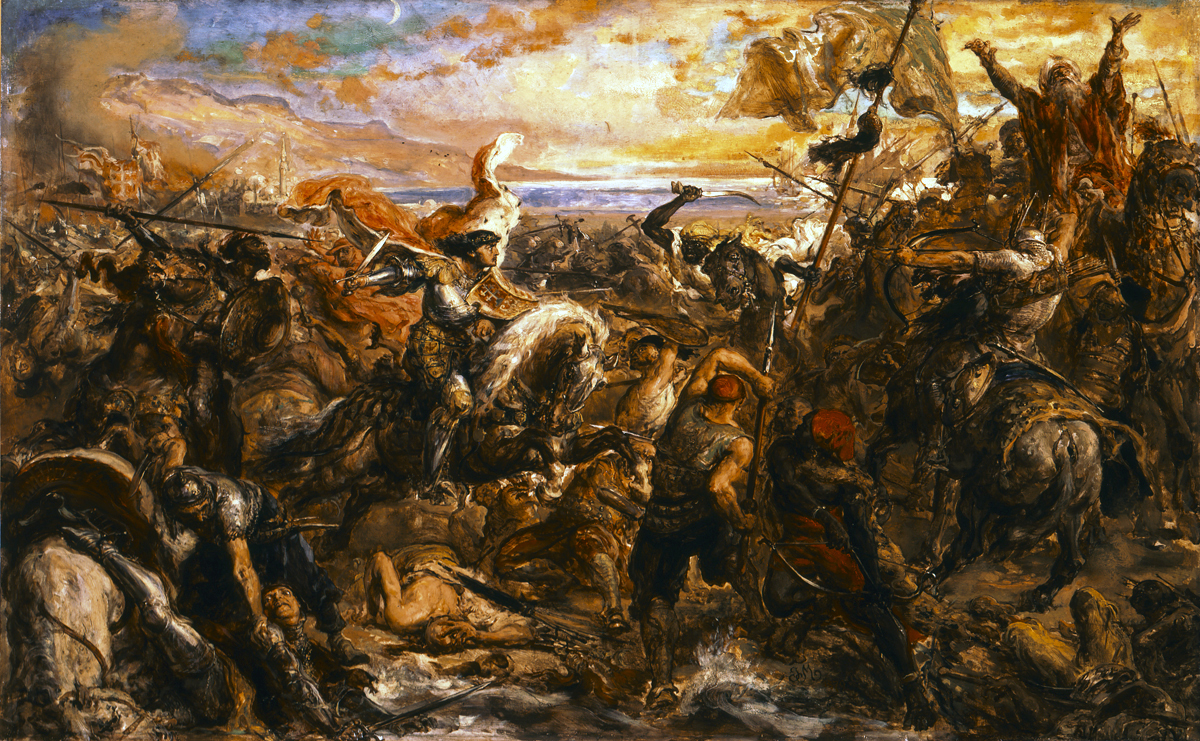
الملك ڤلاديسلاڤ الثالث في معركة ڤارنا.

في هذه الأثناء، لم تكن الدولة العثمانية قد سمعت بعد عن إلغاء يوليان سيزاريني للمعاهدة. وبحلول نهاية أغسطس 1444م، كان العثمانيون قد هزموا إمارة قرمان، مما ترك لدى السلطان مراد الانطباع بأن حدوده آمنة. وبعد إتمام المعاهدة مع المسيحيين في الروملي، صنع السلطان مراد الثاني السلام أيضاً مع الداماد «إبراهيم بك الثاني» حاكم إمارة قرمان في الأناضول في أغسطس 1444م، وكان يتوقع أن الشروط المواتية الممنوحة في كل من صلح سكدين والتسوية مع الداماد إبراهيم الثاني حاكم إمارة قرمان الأناضولية ستؤدي إلى سلام دائم. وبعد فترة وجيزة من استسلام إمارة قرمان، تنازل السلطان مراد الثاني عن العرش لصالح ابنه محمد الثاني (الفاتح) البالغ من العمر اثني عشر عامًا، عازمًا على التمتع باعتزال آمن للحكم.
وكان الداماد «إبراهيم بك الثاني» قد انتهز فرصة انشغال السلطان مراد الثاني مع الصليبيين ونَهَبَ المدن العثمانية في الأناضول بما في ذلك أنقرة وكوتاهية، وكان ذلك أحد أسباب تعجل السلطان مراد الثاني في توقيع المعاهدة مع المجر. وفي هذا الخصوص، أفتى مؤرخ الدولة المملوكية بالقاهرة الفقيه الشافعي ابن حجر العسقلاني (المتوفي 1448م) والفقيه الحنفي سعد الدين ديري (المتوفي 1462م)، بوجوب قتل الداماد «إبراهيم بك الثاني» إن لم يَتُب ويستغفر، بسبب طعنه العثمانيين من الخلف أثناء جهادهم الكفار.
لم يتحقق أمل السلطان مراد، فبحلول أواخر سبتمبر كانت استعدادات المجر للحملة الصليبية قد اكتملت، وكانت استعدادات حلفائها جارية على قدم وساق. بدأت العديد من المناطق الواقعة على أطراف الدولة العثمانية المستقلة سابقًا في استعادة أراضيها، وفي 20 سبتمبر 1444م بدأ الجيش المجري في الزحف جنوبًا من سكدين. سارت المسيرة على ما يرام بالنسبة للمجريين، مما دفع العثمانيين إلى استدعاء السلطان مراد للعودة إلى عرش السلطنة بعد أن تنازل عنها لابنه محمد (الفاتح). كان السلطان يعلم أن ابنه محمد صغير السن وعديم الخبرة لمقاومة تحالف ضخم كهذا بنجاح، ولأنه كان ذكيًّا فقد أسرع بجمع مجلس شورى السلطنة العثمانية، وإزاء هذه التطورات قرروا استدعاء السلطان مراد الثاني إلى العرش مرة أخرى، فاستدعى السلطان محمد الثاني والده السلطان مراد الثاني للعودة إلى العرش وقيادة الجيش في المعركة، لكن السلطان مراد الثاني لم يقبل بذلك ورفض قائلاً: «لقد كان هدفنا من مَنح السلطنة إلى ابننا مُحمَّد هو قضاء ما بقي من عمرنا في الطاعة والعبادة، وعليه أن يحافظ على الدِّين والدولة بموجب هذه السلطنة».
تذكر بعض المصادر أن «جُريج برانكوڤيتش» ديسپوت الصرب كان قد أخبر السلطان بقدوم حملة يوحنا هونياد الصليبية.
في 10 نوڤمبر 1444م اشتبك الجيشان في معركة ڤارنا، وخاض العثمانيون القتال تحت راية السلطان مراد، وكان المعاهدة التي خانها الصليبيون وغدروا بها مثبتة أعلى الراية. هُزم الصليبيون بشكل حاسم، وقُتل ڤلاديسلاڤ الثالث، ثم انزلقت المجر إلى حرب أهلية فزال التهديد عن أراضي البلقان العثمانية، مما سمح للعثمانيين بتركيز قواتهم لفتح القسطنطينية (إسطنبول) في عام 1453م.